# Armenia na Zimowych Igrzyskach Olimpijskich 1998
Armenię na Zimowych Igrzyskach Olimpijskich 1998 reprezentowało 7 zawodników: czterej mężczyźni i dwie kobiety. Był to drugi start reprezentacji Armenii na zimowych igrzyskach olimpijskich.
Najmłodszym zawodnikiem była 16-letnia łyżwiarka figurowa, Marija Krasilcewa, natomiast najstarszym 29-letni narciarz alpejski, Arsen Harutiunian. Chorążym była biegaczka narciarska, Alla Mikajelian.

## Skład reprezentacji

### Biegi narciarskie

#### Kobiety
| Zawodniczka     | Konkurencja   | Czas      | Pozycja | Źródło |
| --------------- | ------------- | --------- | ------- | ------ |
| Alla Mikajelian | Bieg na 30 km | 1:44:03.6 | 58.     | [ 1 ]  |

### Łyżwiarstwo figurowe
| Zawodnicy                             | Konkurencja   | Program krótki | Program krótki | Program dowolny | Program dowolny | Klasyfikacja końcowa | Klasyfikacja końcowa | Źródło |
| Zawodnicy                             | Konkurencja   | Punkty         | Pozycja        | Punkty          | Pozycja         | Punkty               | Pozycja              | Źródło |
| ------------------------------------- | ------------- | -------------- | -------------- | --------------- | --------------- | -------------------- | -------------------- | ------ |
| Marija Krasilcewa Aleksandr Czestnych | pary sportowe | 77 pkt         | 18. (9 pkt)    | 76,7 pkt        | 19. (19 pkt)    | 28 pkt               | 19.                  | [ 3 ]  |

| Zawodnicy                              | Konkurencja   | 1. taniec obowiązkowy | 1. taniec obowiązkowy | 2. taniec obowiązkowy | 2. taniec obowiązkowy | Taniec oryginalny | Taniec oryginalny | Taniec dowolny | Taniec dowolny | Klasyfikacja końcowa | Klasyfikacja końcowa | Źródło |
| Zawodnicy                              | Konkurencja   | Punkty                | Pozycja               | Punkty                | Pozycja               | Punkty            | Pozycja           | Punkty         | Pozycja        | Punkty               | Pozycja              | Źródło |
| -------------------------------------- | ------------- | --------------------- | --------------------- | --------------------- | --------------------- | ----------------- | ----------------- | -------------- | -------------- | -------------------- | -------------------- | ------ |
| Ksienija Smietanienko Samwel Gjozalian | pary taneczne | 76,4 pkt              | 24. (4,8 pkt)         | 78,2 pkt              | 24. (4,8 pkt)         | 76,9 pkt          | 24. (14,4 pkt)    | 79,4 pkt       | 24. (24 pkt)   | 48 pkt               | 24.                  | [ 4 ]  |

### Narciarstwo alpejskie
| Zawodnik          | Konkurencja     | 1. przejazd | 1. przejazd | 2. przejazd | 2. przejazd | Suma    | Suma    | Źródło |
| Zawodnik          | Konkurencja     | Czas        | Pozycja     | Czas        | Pozycja     | Czas    | Pozycja | Źródło |
| ----------------- | --------------- | ----------- | ----------- | ----------- | ----------- | ------- | ------- | ------ |
| Arsen Harutiunian | slalom mężczyzn | 1:07.51     | 34.         | 1:07.60     | 26.         | 2:15.11 | 27.     | [ 5 ]  |

### Narciarstwo dowolne
| Zawodnik         | Konkurencja               | Eliminacje | Eliminacje | Eliminacje | Finał | Finał  | Finał   | Źródło |
| Zawodnik         | Konkurencja               | Czas       | Punkty     | Pozycja    | Czas  | Punkty | Pozycja | Źródło |
| ---------------- | ------------------------- | ---------- | ---------- | ---------- | ----- | ------ | ------- | ------ |
| Armen Rafajeljan | jazda po muldach mężczyzn | 25.81      | 23,49 pkt  | 19.        | NQ    | NQ     | NQ      | [ 6 ]  |